# Sporting de Salé
Maillots
Le Sporting de Salé (en arabe : نادي سبورتينغ سلا) est un ancien club marocain de football fondé en 1978 et disparu en 2002, et basé dans la ville de Salé.
Il s'appelait auparavant l'AS Crédit Agricole (le Crédit agricole du Maroc étant le sponsor officiel du club).

## Histoire
Le club évolue en D1 durant plus de 5 saisons allant de 1995 à 2000. Les derbys face à l'AS Salé était très serrés durant cette époque les deux clubs se sont rencontrait principalement en seconde division.
Ils se sont également rencontrés une fois en coupe du Trône lors de la saison 1996-97 ou le Sporting de Salé s'est imposé sur le score de trois buts à un.
La plus mauvaise saison du club fut lors de la saison 2001-2002 en deuxième division lorsque le Sporting de Salé se classe dernier de son groupe et se voit relégué en troisième division mais ce ne fut pas le cas puisque le Sporting de Salé fusionna avec l'AS Salé.
En 2002, le club fusionne avec l'autre club de la ville, l'AS Salé.